# مايكل سنو (رسام)
مايكل سنو (بالإنجليزية: Michael Snow)‏ (و. 1928  م) هو مخرج أفلام، ومصور، ونحات، وعازف بيانو، ورسام، وملحن كندي، ولد في تورونتو، شارك في دوكومنتا 5 ‏، يستخدم آلات بيانو، وهو عضوٌ في الأكاديمية الكندية الملكية للفنون.

## التعليم
تعلم في جامعة إميلي كار للفنون والتصميم، وكلية كندا العليا.

## جوائز
حصل على جوائز منها:
- جائزة مولسون [الإنجليزية]‏ (1978)
- شريك وسام كندا
- زمالة غوغنهايم
- وسام الفنون والآداب الفرنسي.

## وصلات خارجية
- مايكل سنو على موقع IMDb (الإنجليزية)
- مايكل سنو على موقع ألو سيني (الفرنسية)
- مايكل سنو على موقع ميوزك برينز (الإنجليزية)
- مايكل سنو على موقع أول موفي (الإنجليزية)
- مايكل سنو على موقع قاعدة بيانات الأفلام السويدية (السويدية)
- مايكل سنو على موقع ديسكوغز (الإنجليزية)
- مايكل سنو على موقع قاعدة بيانات الفيلم (الإنجليزية)
- مايكل سنو على موقع كينوبويسك (الروسية)